# Jungfruberget
Jungfruberget (finska: Neidonkallio) är en by och ett bostadsområde i Kyrkslätt i det finländska landskapet Nyland. Byn består huvudsakligen av egnahemshus och radhus. Jungfruberg ligger bara tre kilometer från Kyrkslätts centrum och det finns ett daghem i byn. Grannbyar till Jungfruberg är Gesterby, Råkulla och Lindal.